# エズラFC
エズラ・フットボール・クラブ(英:Ezra Football Club)は、ラオスのサッカークラブである。ラオス・リーグ所属。
2012年の成績は5位。

## 現所属選手
出典
注：選手の国籍表記はFIFAの定めた代表資格ルールに基づく。
| No. | Pos. |        | 選手名                |
| --- | ---- | ------ | --------------------- |
|     | GK   | ラオス | Soukhtavy Soundala    |
|     | DF   | ラオス | Chantala Phetthavanh  |
|     | MF   | ラオス | Vilayout Sayyabounsou |

## 歴代所属選手
- ケオヴィエンフェット・リスシデス…ラオス代表。2012 AFFスズキカップで2得点。
- Vilayout Sayyabounsou…ラオス代表。

## スポンサー
2012年より、アディダスがオフィシャルスポンサーを務めている。